# District de Güzelyurt

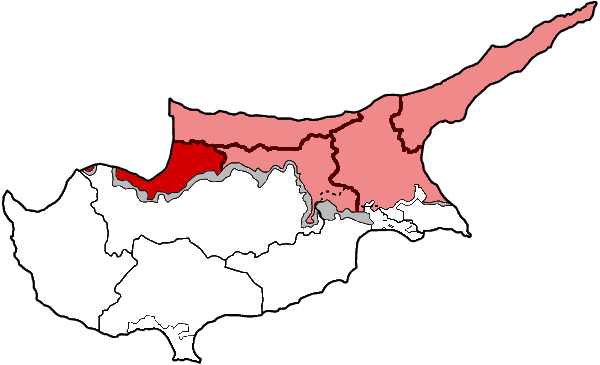
Le district turc de Güzelyurt (en marron) en sein de République turque de Chypre du Nord (RTCN) depuis 1974 jusqu’en 2016.

Le District de Güzelyurt est l'un des cinq districts qui divise la République turque autoproclamée de Chypre du Nord. Il a été créé en 1974 par les autorités de celle-ci à partir de la partie nord-ouest du District de Nicosie situé autour de la baie de Morphou qui était sous leur contrôle (elle comprend également l'enclave de Kókkina qui se trouve aussi sur la baie).
Il a pour chef-lieu la ville de Morphou (Güzelyurt en turc).
Le 27 décembre 2016, l’Assemblée de la République décide à l’unanimité que le sous-district de Lefke serait séparé du district de Güzelyurt, établissant le district de Lefke comme le sixième district de Chypre du Nord.